# Benjamin Romieux
Benjamin Romieux, personnalité qui joua un rôle important dans le développement de l'information et de la culture à la Radio suisse romande, est né le 1er mars 1914 à Lausanne et mort le 3 mars 1988 dans la même ville.

## Biographie
De son vrai nom Camille Lagalisse, Benjamin Romieux est né de parents français. En 1959, il acquiert la bourgeoise de la commune vaudoise de Chardonne et en 1960, il épouse la comédienne Jane Rosier.
Après avoir collaboré à la Revue et à la Gazette de Lausanne, Benjamin Romieux entre en 1938 à Radio-Lausanne où il devient animateur et metteur en ondes, auteur de feuilletons et de pièces de théâtre, créateur de plusieurs émissions. Pour la radio, sous son second pseudonyme, Jean Servien, il adapte quantité d'œuvres dramatiques. 
Dès 1943, il se consacre principalement à l'émission d'actualités  Le miroir du temps, devenue ensuite Le miroir du monde. Il présente aux auditeurs des grandes figures du temps, comme Albert Schweitzer ou Emmanuel d'Astier de la Vigerie. Promu chef du service des actualités internationales de la Radio suisse romande, il achève sa carrière en qualité de chef du département de l'information radio, de 1973 à 1979.
En 1954, il est décoré des Palmes académiques pour « son souci de l’information honnête, l’intérêt chaleureux qu’il porte à tout ce qu’il entreprend, son dynamisme constructeur ». En 1955, il crée l'émission Discanalyse avec  Julien-François Zbinden, Géo Voumard, Yette Perrin et Michel Dénériaz. Gastronome et gourmet, Benjamin Romieux était Prévôt de la Confrérie du Guillon et il a présidé le jury du Grand Prix littéraire gastronomique de l'Académie suisse des gastronomes.

## Émissions de radio
- Un refrain court dans la rue
- Discanalyse de 1955 à 1975
- Le monde cette quinzaine
- Le miroir du temps
- Le miroir du monde